# Ploubazlanec
Ploubazlanec is een gemeente in het Franse departement Côtes-d'Armor (regio Bretagne). De plaats maakt deel uit van het arrondissement Saint-Brieuc. Ploubazlanec telde op 1 januari 2022 2.985 inwoners.

## Geografie
De oppervlakte van Ploubazlanec bedroeg op 1 januari 2022 15,04 vierkante kilometer; de bevolkingsdichtheid was toen 198,5 inwoners per km².
De onderstaande kaart toont de ligging van Ploubazlanec met de belangrijkste infrastructuur en aangrenzende gemeenten.

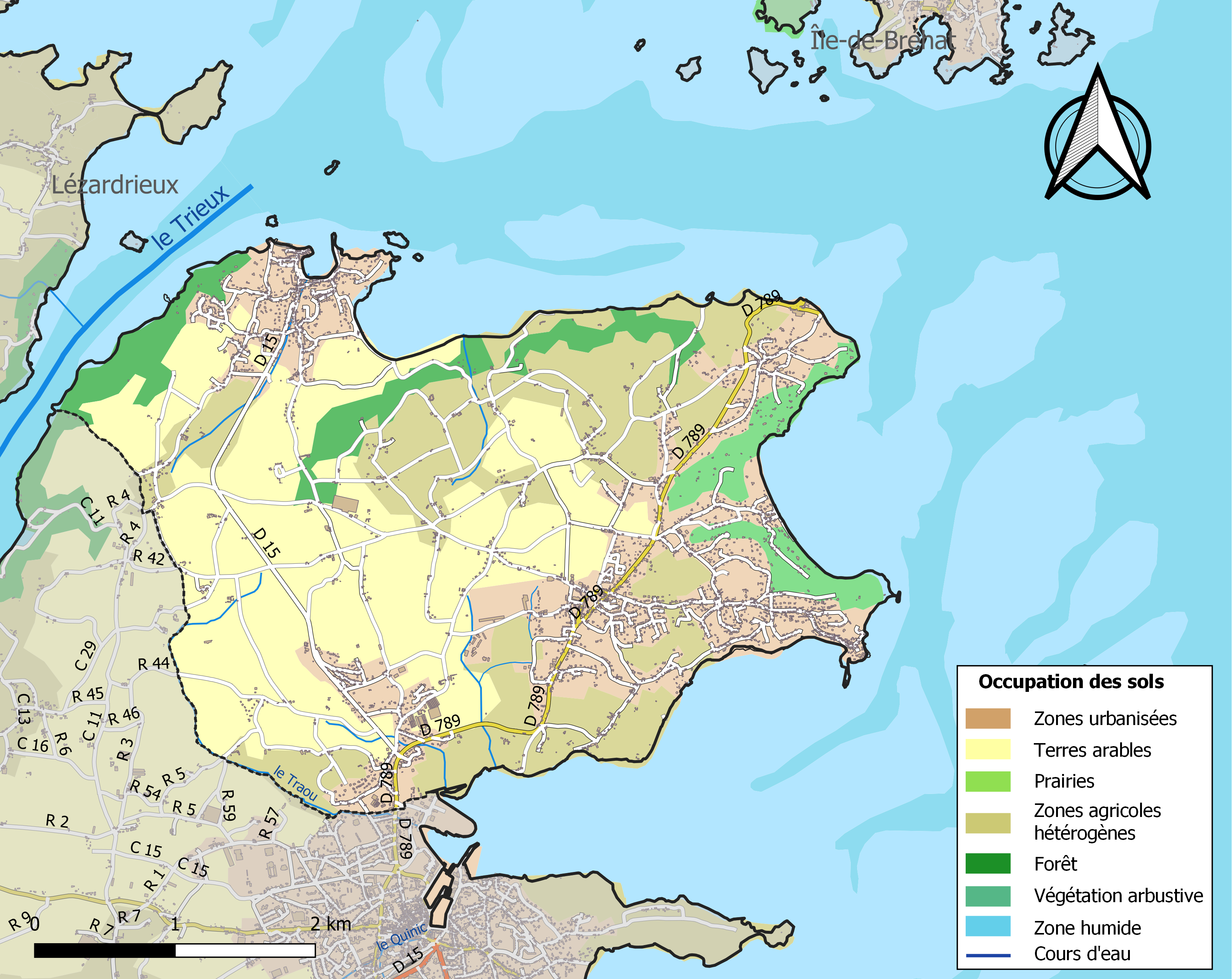

## Demografie
Onderstaande figuur toont het verloop van het inwonertal (bron: INSEE-tellingen).

## Afbeeldingen

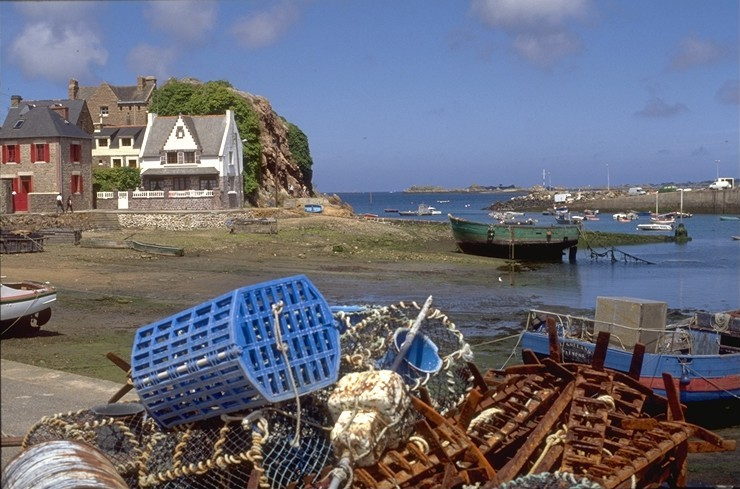
Haven van Loguivy-de-la-Mer
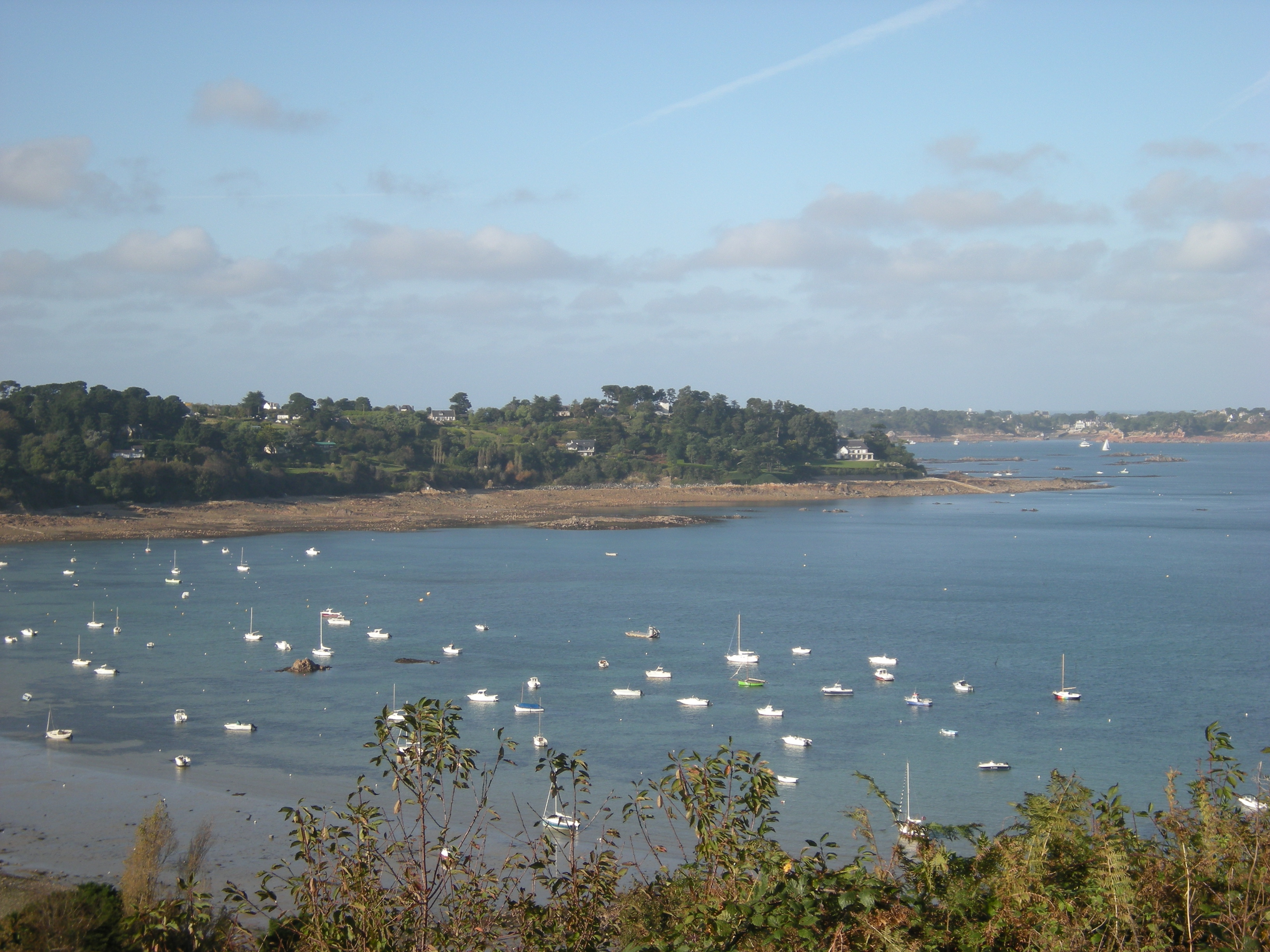
Baai van Launay
L'Arcouest